# 布尔讷夫 (萨瓦省)
布尔讷夫（法語：Bourgneuf，法語發音：[buʁnœf]，意为“新堡”）是法国萨瓦省的一个市镇，属于尚贝里区。

## 地理
布尔讷夫（45°33'8"N, 6°12'41"E）面积6.48 平方千米，位于法国奥弗涅-罗讷-阿尔卑斯大区萨瓦省，该省份为法国东部省份，历史上为薩伏依的一部分，北起上萨瓦省，西接伊泽尔省和安省，南部和东部与上阿尔卑斯省和意大利接壤。
与布尔讷夫接壤的市镇（或旧市镇、城区）包括：沙穆塞、热隆河畔沙穆、沙托讷夫、蒙日尔贝、瓦勒达尔克。

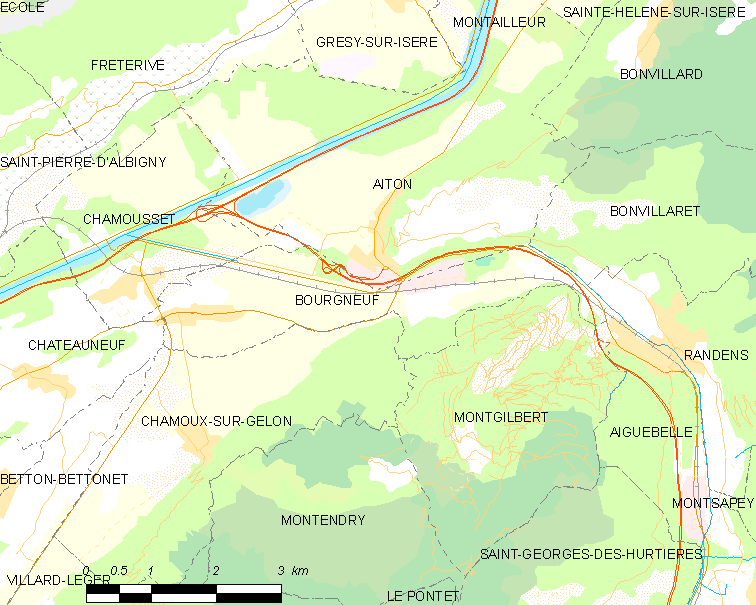
的OSM定位图

布尔讷夫的时区为UTC+01:00、UTC+02:00（夏令时）。

## 行政
布尔讷夫的邮政编码为73390，INSEE市镇编码为73053。

## 政治
布尔讷夫所属的省级选区为圣皮埃尔达尔比尼县。

## 人口

1962-2008年间人口变化图示

布尔讷夫于2022年1月1日时的人口数量为667人。